# شعب آهوم
آهوم أو تاي-آهوم، هم مجموعة عرقية من ولايات آسام وأروناجل برديش الهنديتين. الآهوم خليط بين أحفاد شعب التاي الذين وصلوا إلى وادي براهمابوترا في آسام عام 1228 والسكان الأصليين المحليين الذين رافقوهم على مر التاريخ. أسس ساكوبا، زعيم التاي وأتباعه البالغ عددهم 900 فرد، مملكة آهوم (1228 – 1826)، التي بسطت سيطرتها على جزء كبير من وادي براهمابوترا في آسام الحديثة حتى العام 1826.
يعتبر شعب آهوم اليوم وثقافته توفيقًا بين شعب التاي الأصلي وثقافته، والشعب التبتي البورمي وثقافته، وتشكل ذلك الخليط في آسام. اندمج الأناس المحليون من مختلف المجموعات العرقية في آسام الذين ألفوا نمط حياة شعب التاي ونظام حكمهم في ثقافتهم التي سميت بعدها بآهوم في عملية دُعيت «بإضفاء الطابع الآهومي». اندمجت العديد من المجموعات العرقية، التي شملت البوراهي الذين كانوا من أصل تبتي بورمي، في مجتمع آهوم؛ وأيضًا أفراد الجماعات الأخرى، الذين قدموا ولاءهم لمملكة آهوم أو امتلكوا مهارة مفيدة، حظيوا أيضًا بالقبول كآهوم. يشكلون اليوم الجزء الأكبر من مجموعة التاي في الهند، بتعداد سكاني يقرب 1.3 مليون نسمة في آسام. يوجد معظم أفراد جماعة آهوم في منطقة آسا العليا في مقاطعات جولاغات، وجورهات، وسيبساغار، وديبروجاره، وتينسوكيا (جنوب نهر براهمابوترا)؛ وفي لاخيمبور وسونيتبور وديماجي (في الشمال). يتواجدون بنسبة ملحوظة في مقاطعتي لوهيت وكاربي أنجلونج في ولاية أروناجل برديش.
رغم أن جماعة آهوم المختلطة لم تشكل سوى جزءًا صغيرًا من سكان المملكة، إلا أنهم حافظوا على لغة آهوم خاصتهم ومارسوا تقاليد ديانتهم حتى القرن السابع عشر، وذلك عندما تبنى البلاط الملكي وكذلك عامة الشعب اللغة الآسامية.

## تاريخ

### الأصول
ظهر الناطقون بالتاي أولًا في منطقة غوانڠشي، حيث انتقلوا إلى البر الرئيسي لجنوب شرق آسيا في منتصف القرن الحادي عشر بعد معركة طويلة وشرسة مع الصينيين. تعود أصول الآهوم التاي إما إلى منطقة مونغ ماو جنوب الصين، أو إلى وادي هوكاونغ في ميانمار.
وصل سوكابا، أحد أمراء التاي في مونغ ماو، برفقة مجموعة من أتباعه إلى آسام في العام 1228 بنية الاستقرار هناك. جلبوا معهم تقنيات جديدة لزراعة الأرز في الماء الذي كان يزرع هناك آنذاك، وأسلوب الكتابة، وحفظ السجلات، وبنية الدولة. استقروا في المنطقة الواقعة جنوب نهر براهمابوترا وإلى الشرق من نهر ديخو؛ يتركز الآهوم اليوم في تلك المنطقة. أسس سوكابا، أحد زعماء التاي برفقة 9000 من أتباعه، مملكة آهوم (1228 – 1826) التي بسطت سيطرتها على جزء كبير من وادي برامهابوترا حتى سنة 1826.

### التأسيس الأولي في آسام
في المرحلة الأولى، تحركت فرقة من أتباع سوكابا لنحو ثلاثين سنة واختلطت بالسكان المحليين. انتقل من مكان إلى آخر، باحثًا عن مكانة لك. عقد سلامًا مع مجموعتي بوراهي وموران العرقيتين، وتزوج هو ومعظم أتباعه من الذكور ضمن تلك المجموعتين، مشكلين بذلك شعبًا مختلطًا عرف باسم آهوم، وشرع بعدها بعملية إضفاء الطابع الآهومي. اندمج البوراهي، وهم شعب تبتي بورمي، بشكل كامل ضمن ثقافة آهوم، إلا أن الموران حافظوا على أصلهم العرقي المستقل. أسس سوكابا عاصمته في في تشارايدو بالقرب من سيبسجار في عام 1253 وبدأ عملية تشكيل الدولة.

### إضفاء الطابع الآهومي
اعتقد الآهوم أن مكلفون من ربهم باستصلاح الأراضي البور مستخدمين أساليبهم في زراعة الأرز، وأن يتبنوا مزارعين ممن لا دولة لهم تحت جناحهم. كانوا أيضًا على دراية بكونهم أقلية. نتيجة لذلك، استوعبت دولة آهوم بداية شعوب ناجا وبوراهي وموران، ثم لاحقًا طوائف كبيرة من شعبي كوتيا وديماسا -كاشاري. استمرت عملية إضفاء الطابع الآهومي تلك حتى أواسط القرن السادس عشر، عندما كان مجتمع الآهوم نفسه تحت سلطان الحكم الهندي مباشرة. تم تسجيل الشعوب الأصلية التي اندمجت مع عشائر الآهوم ضمن طقوس احتفالية ضمن سجلات تاريخية. نظرًا لحرية زواج الآهوم من خارج العشيرة، ونظرًا لتشابه تقاليدهم الدينية مع الممارسات الدينية للشعوب الأصلية إلى جانب الهندوس، تعرضت عملية إضفاء الطابع الآهومي لمعوقات قليلة.

### التموضع المحلي والتبدد
في القرنين السادس والسابع عشر، وسع مجتمع آهوم حكمه بشكل كبير باتجاه الغرب، وتمكنوا من التخلص من تحدياتهم مع المغول وغيرهم من الغزاة، مما سمح للتاريخ الاعتراف بهم. أدى التوسع السريع للآهوم إلى كونهم أقلية صغيرة ضمن مملكتهم الخاصة، التي أبقوا سيطرتهم عليها. في النهاية، فضل البلاط الآهومي، إلى جانب المزارعين الآهوم، تبني ديانات دارما الإكاسارانا، و الشاكتية، والشيفاوية بدلًا م نديانة الآهوم التقليدية؛ وتبنوا اللغة الآسامية بديلًا عن لغة الآهوم لأغراض علمانية. يعد شعب آهوم اليوم وثقافته توفيقًا بين شعب التاي الأصلي وثقافته، والشعب التبتي البورمي وثقافته التي اتخذها في آسام. اندمجت العديد من المجموعات العرقية، التي شملت البوراهي الذين كانوا من أصل تبتي بورمي، في مجتمع آهوم؛ وأيضًا أفراد الجماعات الأخرى، الذين قدموا ولاءهم لمملكة آهوم أو امتلكوا مهارة مفيدة، حظيوا أيضًا بالقبول كآهوم. رغم تشكيل الآهوم نسبة صغيرة من شعب المملكة، إلا أنهم حافظوا على لغتهم الآهوم الأصلية واستمروا بمماسرة ديانتهم التقليدية حتى القرن السابع عشر، عندما تبنى البلاط الآهومي، إضافة إلى عامة الشعب، اللغة الآسامية، وديانات دارما الإكاسارانا والشاكتية.
توقف الاستخدام اليومي للغة آهوم تمامًا بحلول أوائل القرن التاسع عشر. كما أن خسارة الديانة تكاد تكون كاملة، إذ لا تمارس بعض طقوسها سوى بعض العائلات الكهنوتية. في حين أن اللغة المكتوبة (والترانيم الشعائرية) بقيت موجودة في العديد من المخطوطات المكتوبة، إلا أن اللغة المحكية ضاعت لأن نمط الكتابة الآهومي لا يسجل النبرة والتباين في لفظ الحركات.

### الحركة الإحيائية
رغم تأسيس أول منظمة سياسية تعرف باسم (رابطة جميع آهوم آسام) في العام 1893، لم تتشكل روابط رسمية بين الآهوم وجماعات التاي الأخرى حتى العام 1954.

## الدين
معظم الآهوم اليوم يعدون الهندوسية ديانتهم، إلا أن هناك جهودًا ترمي لإعادة إحياء الديانة الآهومية. مع ذلك، لا يزال يحتفل بطقس عبادة الأسلاف المعروف باسم «مي دام مي في» على نحو واسع. انحدرت الديانة الآهومية خلال حكم سوريمبا راجسوار سينغا، الذي أمر بإضفاء الطابع السنسكريتي. كانت كل المآتم تمارس حسب شعائر الهندوس في إحراق جثث الموتى، وهو طقس يجريه رجل دين من مايثيل براهمين، ورجل دين من ديوداي.

## اللغة
يستعمل الآهوم اليوم اللغة الآسامية بعد أن أضحت لغتهم الأصلية، الآهومية، عديمة الاستعمال. تعد لغة الآهوم، التي هي عضو من فرع تاي من عائلة لغات تاي كاداي، ميتة، وذلك مع الضياع التام للّكنة الخاصة بها. إلا أن هناك جهودًا لإعادة إحيائها من قبل منظمات تاي آهوم.
بدءًا من أواخر القرن العشرين واستمرارا إلى أوائل القرن الحادي والعشرين، تجدد اهتمام الآهوم بثقافتهم ولغتهم وهو ما ساهم في زيادة الجهود الرامية إلى دراستها وإعادة إحيائها. حدد التعداد السكاني في الهند لعام 1991 وجود نحو 179 ألف فرد من الآهوم. تشير آخر الإحصائيات المتاحة وجود أكثر من 2 مليون فردًا بقليل، إلا أن العدد الكلي من الأفراد المنحدرين من أصل تاي-آهوم قد يصل إلى نحو 8 ملايين فرد. تندرج كتابة آهوم أيضًا ضمن مجمع يونيكود، وتعد هي الفئة الأعلى شأنًا بين أنظمة كتابة دول جنوب شرق آسيا.